# GLOSS
『GLOSS』（グロス）は、2007年6月27日にリリースされた、ボーカルユニットFoxxi misQの1枚目のアルバム。発売元はR and C。

## 解説
デビューより約1年を経て発売された最初のオリジナルアルバム。それまでに発売された4枚のシングルを含む全16曲を収録。ただしカップリング曲については、3枚目のシングル「A-L-I-V-E」の「A Taste of Honey」のみ収録している。
シングル同様、「CD+DVD」の初回限定盤と「CDのみ」の通常盤の2形態での発売となる。DVDには本作のリード曲である「Party Booty Shake　feat.Miss Monday」のミュージッククリップと、プロモーションメイキング映像を収録。既存のミュージッククリップは未収録となる。本作の初回盤と、4thシングル『Luxury ride feat.ZEEBRA』初回盤とのダブル特典として、自身初のライブツアーへの招待が抽選で行われる。TSUTAYAで購入した場合別バージョンのジャケットが、HMV、タワーレコードなどで購入するとオリジナルロゴステッカーが先着で付属した。
R&B・ヒップホップを軸にレゲエやロックテイストも取り入れた楽曲も収録、いくつかの曲間にはInterludeが効果的に挿入されている。このように幅広い音楽性となったのは、各メンバーの意向によるものでもある。また、従来のシングル曲とは異なるコーラスパートを各々が担当するなど、細かい部分にも力を入れているという。

## 収録曲

### CD
1. Tha F.Q's Style feat.JiN（作詞:Nao'ymt 作曲:Face 2 fAKE）
1stシングル。
2. Ultimate Girls（作詞：Shoko Fujibayashi 作曲：Face 2 fAKE）
2ndシングル。もともとの表記は全大文字の「ULTIMATE GIRLS」。
3. Introduction -I like it-
4. I like it（作詞：Shoko Fujibayashi 作曲：JiN）
5. Higher feat.B-BANDJ (FU-TEN)（作詞：JiN 作曲：JiN）
6. Crush on you（作詞：Shoko Fujibayashi 作曲：Daisuke "D.I" Imai）
7. Interlude
8. I'll never know（作詞：Shoko Fujibayashi 作曲：Face 2 fAKE）
9. Delicious Circus（作詞：Shoko Fujibayashi 作曲：Face 2 fAKE）
10. A-L-I-V-E（作詞：Shoko Fujibayashi 作曲：Face 2 fAKE）
3rdシングル。
11. Golden Palace feat.CORN HEAD（作詞：JiN 作曲：JiN）
12. A Taste of Honey -GLOSS mix-（作詞：Shoko Fujibayashi 作曲：Face 2 fAKE）
3rdシングル『A-L-I-V-E』のカップリング曲のリミックス。
13. Luxury ride feat.ZEEBRA（作詞：Shoko Fujibayashi 作曲：Face 2 fAKE）
4thシングル。
14. Magnetic Love（作詞：Shoko Fujibayashi 作曲：Face 2 fAKE）
15. Introduction -Party Booty Shake-
16. Party Booty Shake feat.Miss Monday（作詞：Shoko Fujibayashi 作曲：Face 2 fAKE）

### DVD
1. Foxxi misQ Behind the Scenes
インタビュー、メイキング映像。
2. Party Booty Shake feat.Miss Monday VIDEO CLIP